# نووا سیدلا
نووا سیدلا (به چکی: Nová Sídla) یک منطقهٔ مسکونی در جمهوری چک است که در ناحیه سویتاوی واقع شده‌است. نووا سیدلا ۲٫۹۴ کیلومتر مربع مساحت و ۲۲۰ نفر جمعیت دارد و ۳۱۳ متر بالاتر از سطح دریا واقع شده‌است.